# Micro (Roman)
Micro (engl. Micro) ist ein 2011 veröffentlichter Thriller des  amerikanischen  Schriftstellers Michael Crichton (1942–2008). Nach dessen Tod wurde der Roman von Richard Preston vollendet.

## Handlung
Auf der zu Hawaii gehörenden Insel Oʻahu dringt der Detektiv Marcos Rodriguez in das Firmengebäude der Nanigen Micro Technologies ein. Er soll im Auftrag einiger Lieferanten herausfinden, was die Firma mit den gelieferten Komponenten produzieren will. In einem Labor beginnt er plötzlich zu bluten; als die Blutungen stärker werden, flüchtet er aus dem Gebäude und fährt mit dem Auto in das Büro seiner Auftraggeber nach Honolulu. Stark geschwächt, versucht er, ihnen von seinem Besuch zu berichten, allerdings beginnen auch diese plötzlich zu bluten. Die Polizei entdeckt später die Leichen, hat aber keine Erklärung für deren Tod.
Ein paar Tage später besucht der Technische Leiter von Nanigen, Eric Jansen, seinen Bruder Peter, der in Cambridge studiert. Er wird vom Chef des Unternehmens, Vin Drake, und dessen Assistentin Alyson Bender begleitet. Drake macht Peter Jansen und fünf anderen Studenten das Angebot, für Nanigen zu arbeiten, da sie in den Bereichen Mikrobiologie, Entomologie, Ethnobotanik und Phytopathologie forschen. Auch der Doktorand Danny Minot nimmt den Vorschlag von Drake an, in ein paar Tagen mit Forschungsproben nach Hawaii zu kommen.
Einen Tag vor seiner Abreise bekommt Peter von Eric eine SMS mit der Nachricht KOMM NICHT. Später erhält er einen Anruf von Alyson Bender, die ihm mitteilt, dass Eric seit einer Bootstour vermisst wird. Als Peter auf Hawaii eintrifft, zeigt ihm die Polizei ein Video, das Touristen zufällig von Erik gemacht haben. Es zeigt, wie Erik bei starkem Seegang versucht, den Motor seiner Jacht zu starten und wenig später ohne Schwimmweste ins Meer springt. Peter entdeckt auf dem Video, dass Alyson Bender sich an der Steilküste befunden und mit einem Mobiltelefon hantiert hat. Über einen befreundeten Kommilitonen erfährt Peter, dass Alyson Erik kurz vor dessen Sprung ins Wasser angerufen hat. Er vermutet, dass Nanigen Erics Boot sabotiert hat. 
Am nächsten Tag wird die Gruppe von Drake und Bender in ein firmeneigenes Arboretum gefahren. Dort erklärt Drake, dass Nanigen an der Erforschung von neuartigen pharmazeutischen Produkten arbeitet und dass in dem hiesigen Ökosystem nach pflanzlichen und tierischen Wirkstoffen gesucht werden soll. Zurück im Hauptquartier, erfahren die Besucher, dass Nanigen mit Hilfe des Tensorgenerators – einem sehr starken Magnetfeld – in der Lage ist, Objekte und Lebewesen um den Faktor 103 zu verkleinern. Als Peter mit Drake und Bender alleine ist, konfrontiert er diese mit dem Vorwurf, am Verschwinden seines Bruders beteiligt zu sein. Drake gibt zu, das Boot von Erik manipuliert zu haben, da dieser moralische Bedenken gegen die Arbeit von Nanigen hatte. Drake schlägt Peter nieder und entdeckt an ihm ein Lavaliermikrofon. Da er vermutet, dass die anderen Studenten sein Geständnis gehört haben, veranlasst er eine Evakuierung des Gebäudes, schickt die Studenten aber in den Raum mit dem Tensorgenerator. Er bringt den verletzten Peter zu seinen Kommilitonen und startet vom Kontrollraum aus den Generator. Dabei wird auch der zufällig anwesende Nanigen-Mitarbeiter Jarel Kinsky auf eine Größe von 1,2 cm verkleinert.
Drake wirft Peter in ein Terrarium, in dem sich eine Giftnatter befindet; infolge eines Pheromons, das die Studentin Linn über ihn schüttet, wird er von der Schlange aber nicht angegriffen. Da Drake zwischenzeitlich das Laboratorium verlassen muss, versteckt Bender die Gruppe in einer Papiertüte und fährt mit ihrem Auto weg. 
Drake folgt ihr zum Nanigen-Arboretum; dort stellen die beiden fest, dass es den Studenten gelungen ist, ein Loch in die Tüte zu schneiden. Sie beschließen, an der Steilküste einen Autounfall zu inszenieren, um den Tod der Studenten vorzutäuschen. Dabei erschlägt Drake Bender und stößt sie zusammen mit ihrem Auto in eine Schlucht.
Durch Kinsky erfahren die Studenten Weiteres über die Microwelt: So gab es mehrere Tote bei Außeneinsätzen von Micromenschen. Die Teams verfügten zwar über spezielle Waffen, Schutzbunker mit Vorratslagern und Microflugzeuge, trotzdem wurden diese von Insekten angegriffen oder sie erkrankten an der sogenannten Tensor-Krankheit. Dabei versagt nach einigen Tagen die Blutgerinnung und die Micromenschen sterben an inneren Blutungen. Als sich Kinsky einem Versorgungslager nähert, wird er von Großkopfameisen angegriffen und getötet. Im Bunker finden die Studenten Nahrungsmittel und verschiedene Ausrüstungsgegenstände, aus denen sie sich ein Blasrohr bauen. Drake schickt den Sicherheitschef von Nanigen los, um die Bunker zu entfernen. Zwar gelingt der Gruppe die Flucht aus dem Bunker, bei einem Unwetter ertrinkt aber Jenny Linn. Mit Hilfe eines Lagerfeuers aus Kukuinussöl gelingt es Rick Hutter, das Pfeilgift Curare herzustellen.
Da Drake sich nicht sicher ist, ob die Studenten tot sind, schickt er zwei verkleinerte Söldner los, die mit einem Laufroboter ausgerüstet sind, um eventuelle Überlebende zu töten. Die Söldner erschießen Peter Jansen und den Botaniker Amar Singh mit einem Druckluftgewehr. Rick Hutter kann einen der Söldner mit einem Giftpfeil töten, der andere wird von einer Riesenkrabbenspinne getötet. Mit Hilfe des Laufroboters versucht die Gruppe, das Gelände zu verlassen, dabei wird die deutsche Käferforscherin Erika Moll von Mainas angegriffen und getötet.
Zwischenzeitlich entdeckt die Polizei Microroboter an der Leiche von Rodriguez. Als die Leiche von Bender gefunden wird, verstärkt sich der Verdacht des ermittelnden Beamten gegen Nanigen. Die letzten Überlebenden Karen King, Rick Hutter und Danny Minot treffen auf den ehemaligen Nanigen-Mitarbeiter Ben Rourke. Dieser hat einst an der Entwicklung des Tensorgenerators mitgearbeitet und hat bei seinen Expeditionen in die Microwelt eine eigene Station gebaut, in der er jetzt als Micromensch lebt. Von ihm erfahren die Studenten, dass der Generator auch von Micromenschen bedient werden kann und dass die Tensor-Krankheit durch den Aufenthalt in einem Neodym-Magneten gestoppt wird. Da Rourke auch drei Microflugzeuge besitzt, beschließen die Studenten, am nächsten Tag ins Hauptquartier zu fliegen, um durch eine Vergrößerung dem Tod durch die Tensor-Krankheit zu entgehen. Minot bricht heimlich schon in der Nacht auf, wird von einer Fledermaus angegriffen und stürzt ab. Als Hutter und King am nächsten Tag losfliegen, entdecken sie Peters Bruder Eric. Dieser wurde auf seinem Boot von Microrobotern angegriffen, hat sich durch den Sprung ins Meer gerettet und seinen Tod vorgetäuscht. Eric nimmt die beiden Micromenschen in seinem Auto mit zum Nanigen-Firmensitz. Dort wird Eric von Drake überwältigt und von Microrobotern angegriffen. King und Hutter gelangen in den Tensorgenerator und können sich in ihre ursprüngliche Größe zurückverwandeln. Dabei wird auch ein Microroboter vergrößert, der Drake angreift und tötet. Die Polizei hat zwischenzeitlich das Nanigen-Hauptquartier umstellt und kann Jansen, King und Hutter befreien. Da die Feuerwehr eine Dekontaminationseinheit bereitgestellt hat, können die Microroboter aus ihren Körpern entfernt werden. Der vergrößerte Roboter löst im Generator einen Brand aus, der auf das Gebäude übergreift.  
Durch einen Notausgang gelingt es dem Nanigen-Mitarbeiter Dr. Edward Catel, dem Feuer zu entkommen. Er hat die Baupläne des Tensorgenerators auf Festplatte kopiert, damit er diese an das Konsortium verkaufen kann, das den Einsatz des Detektivs Rodriguez beauftragt hat.
Später erfährt Eric Jansen im Krankenhaus, dass es keine Ermittlungen gegen ihn geben wird und dass das gesamte Firmengebäude zerstört wurde. Karen King und Rick Hutter überlegen derweil, ob es eine Möglichkeit gibt, in die Microwelt zurückzukehren.

### Textausgaben
- Micro. Vollständige Ausgabe. Übersetzung von Michael Bayer, Karl Blessing Verlag, 1. Auflage, München 2012, ISBN 978-3-89667-429-6